# اندیس سنگ تزئینی چناسک
سنگ تزئینی چناسک یک اندیس مصالح ساختمانی است که در  استان قزوین قرار دارد و مادهٔ معدنی موجود در آن، سنگ تزئینی است.سنگ میزبان این اندیس توف است و دیرینگی آن به دوران ائو- الیگومیوسن می‌رسد. 